# Buxheim (powiat Unterallgäu)
Buxheim – miejscowość i gmina w Niemczech, w kraju związkowym Bawaria, w rejencji Szwabia, w regionie Donau-Iller, w powiecie Unterallgäu. Leży w Allgäu, około 27 km na południowy zachód od Mindelheimu, nad rzeką Iller, przy autostradzie A96 i A7.

## Polityka
Wójtem gminy jest Werner Birkle z CSU, rada gminy składa się z 14 osób.
|      | CSU | SPD | FW | Zieloni/Bunte Ökologische Liste | Bunte Liste | Razem |
| 2008 | 6   | 3   | 4  | -                               | 1           | 14    |
| 2002 | 7   | 2   | 4  | 1                               | -           | 14    |

### Współpraca
Miejscowości partnerskie:
- Buxheim, Bawaria
- Saint-Denis-d'Anjou, Francja
- Schönfeld – dzielnica Thermalbad Wiesenbad, Saksonia

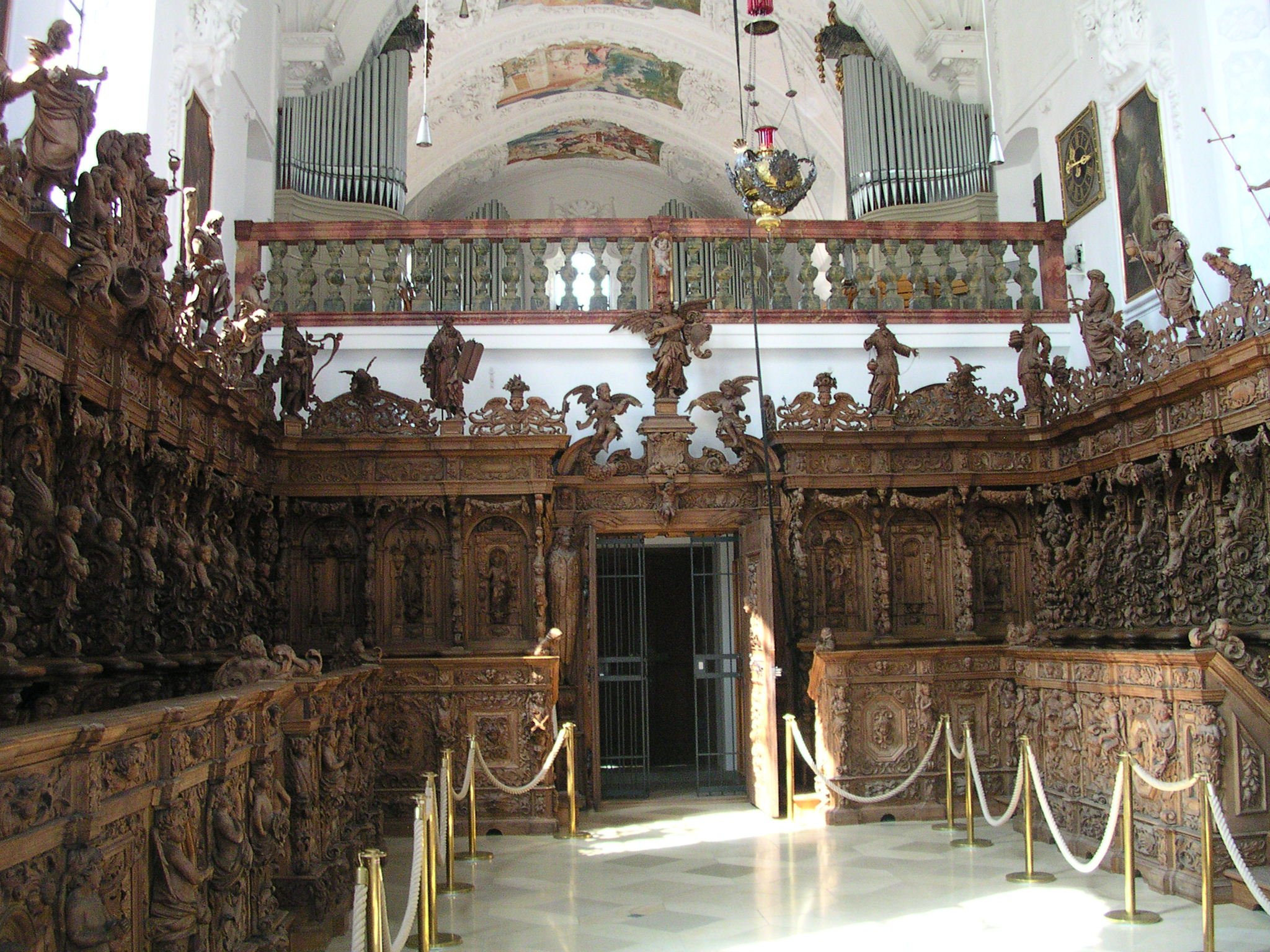
Klasztor-muzeum Kartuzów (Deutsches Kartausenmuseum)